# Rainer Köberl
Rainer Köberl (* 1956 in Innsbruck) ist ein österreichischer Architekt.

## Leben
Rainer Köberl studierte von 1976 bis 1984 Architektur an der Universität Innsbruck und in Haifa. Von 1986 bis 1992 war er Assistent bei Othmar Barth am Institut für Raumgestaltung und Entwerfen, von 1993 bis 1999 unterrichtete er als Lehrbeauftragter an den Instituten für Städtebau, Gebäudelehre und Entwerfen an der Fakultät für Bauingenieurwesen und Architektur der Universität Innsbruck.
Von 1998 bis 2002 war er Gründungsbeirat und Dozent der Akademie für Design Bozen, die 2002 in der neu gegründeten Fakultät für Design und Künste der Freien Universität Bozen aufging. 2002 und 2004 vertrat er Österreich bei der Architekturbiennale Venedig.

## Auszeichnungen
- Österreichischer Bauherrenpreis 2001 für MPreis Wenns
- Auszeichnung des Landes Tirol für Neues Bauen 2002 für MPreis Wenns
- Österreichischer Bauherrenpreis 2005 für Umbau Sudhaus Adambräu
- Internationaler Architekturpreis Neues Bauen in den Alpen 2006 für MPreis Wenns
- Österreichischer Bauherrenpreis 2006 für Buchhandlung Wiederin
- Auszeichnung des Landes Tirol für Neues Bauen 2006 für Umbau Sudhaus Adambräu, Anerkennungspreis
- Auszeichnung des Landes Tirol für Neues Bauen 2006 für Mpreis Hauptbahnhof, Anerkennungspreis
- Auszeichnung des Landes Tirol für Neues Bauen 2008 für Sensei Sushibar zum roten Fisch, Anerkennungspreis
- Südtiroler Kunst- und Architekturpreis 2009 für Dreifamilienhaus Dubis, 1. Preis
- Auszeichnung des Landes Tirol für Neues Bauen 2010 für MPreis im Kaufhaus Tyrol, Auszeichnung
- Österreichischer Bauherrenpreis 2012 für BTV-Zweigstelle Mitterweg
- Österreichischer Bauherrenpreis 2012 für Sanierung Rathaus Kufstein
- Auszeichnung des Landes Tirol für Neues Bauen 2012 für BTV-Zweigstelle Mitterweg, Auszeichnung
- Auszeichnung des Landes Tirol für Neues Bauen 2012 für Sanierung Rathaus Kufstein, Auszeichnung
- Staatspreis Architektur 2012 für Sanierung Rathaus Kufstein
- Staatspreis Architektur 2018 für Einkaufszentrum M eins

## Werke

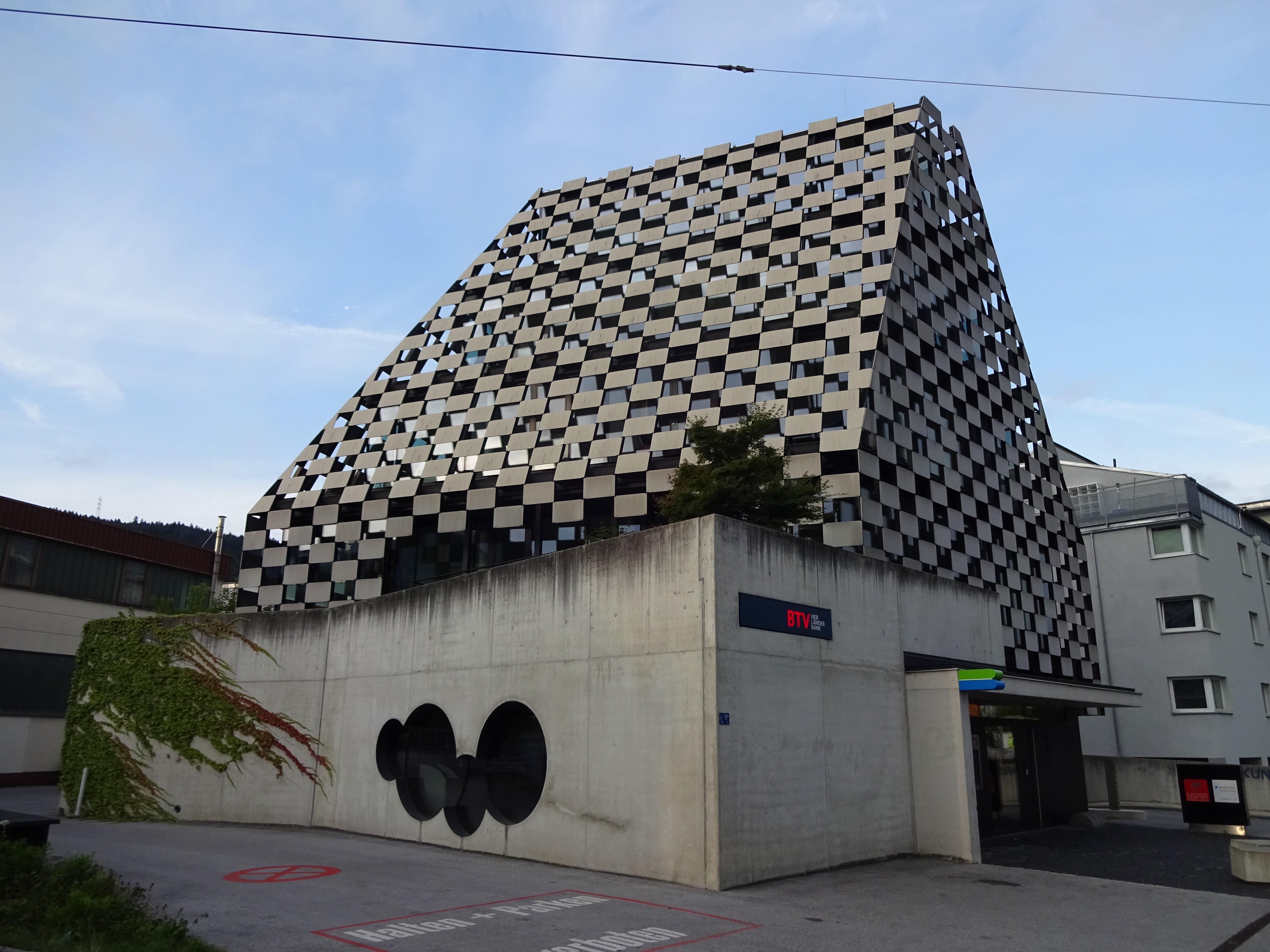
BTV-Filiale Mitterweg, Innsbruck (2011)

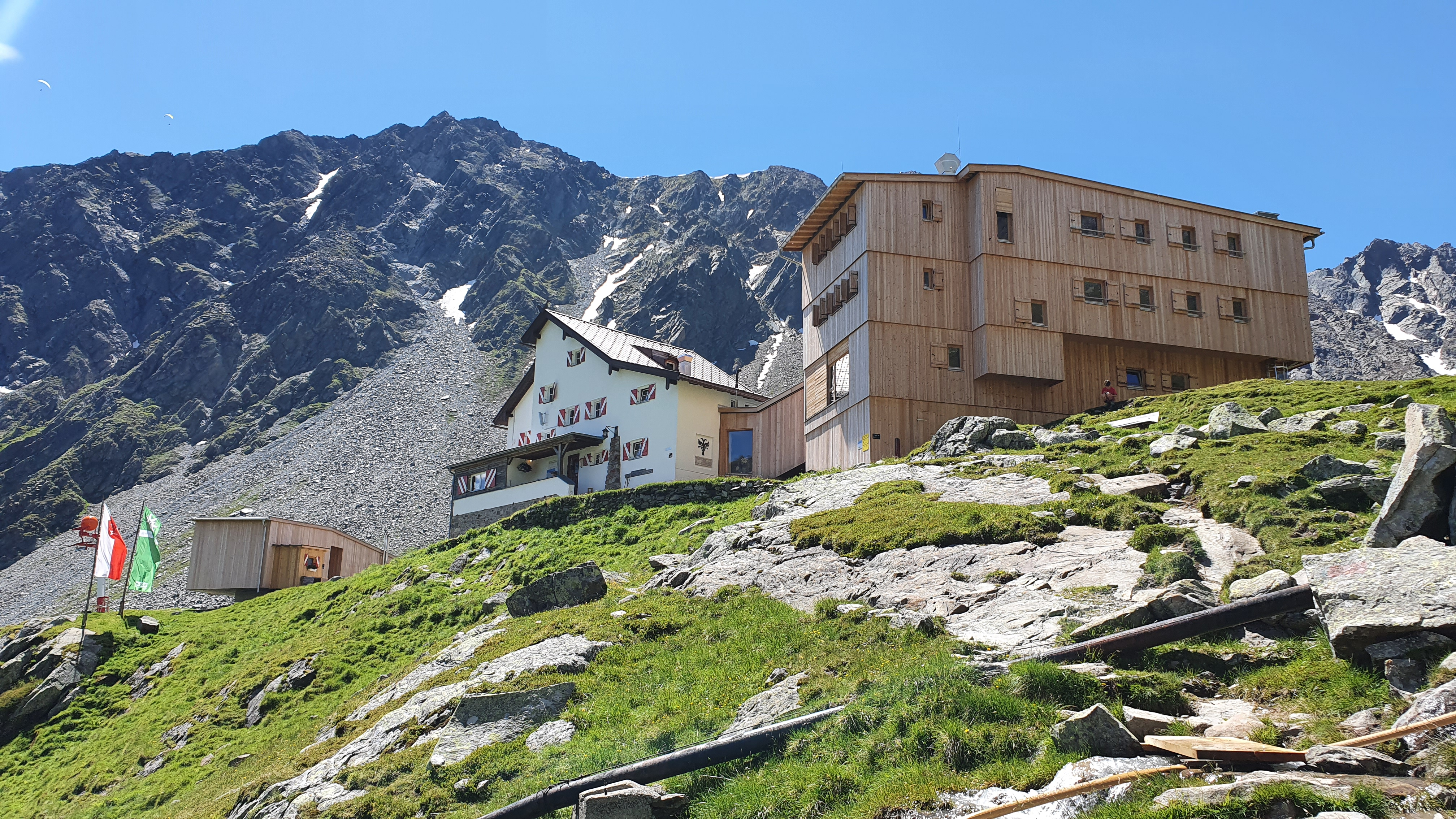
Neue Regensburger Hütte von 1930 mit Erweiterung von Rainer Köberl (2018/19)

- Treibhaus, Innsbruck, 1986 (mit Reinhardt Honold, Raimund Rainer, Gerhard Manzl)
- Zubau DOWAS Übergangswohnheim, Innsbruck, 1995
- Lichtfabrik Halotech, Innsbruck, 1995
- Alten- und Pflegeheim Nofels, Feldkirch, 1996
- Haus Bramböck, Kramsach, 1999
- MPreis Wenns, 2001 (mit Astrid Tschapeller)
- Buchhandlung Haymon (ehem. Wiederin), Innsbruck, 2004
- Umbau Sudhaus Adambräu, Innsbruck, 2004 (mit Giner + Wucherer)
- MPreis Hauptbahnhof, Innsbruck, 2004 (mit Michael Steinlechner)
- Weingut Manincor, Kaltern, 2004 (mit Walter Angonese und Silvia Boday)
- Haus Hitz, Rorschach, 2006 (mit Paul Pointecker)
- Dreifamilienhaus Dubis, Meran, 2007 (mit Silvia Boday)
- BTV-Zweigstelle Mitterweg, Innsbruck, 2011
- MPreis Mitterweg, Innsbruck, 2011
- Umbau und Sanierung Rathaus Kufstein, 2011 (mit Giner + Wucherer)
- Einkaufszentrum M eins, Mittersill, 2014
- Dorfkernerneuerung Fließ, 2015 (mit Daniela Kröss)
- BTV-Zweigstelle Dornbirn, 2017[1]
- Erweiterung Neue Regensburger Hütte, 2019[2]
- Neugestaltung Innbrücke, Innsbruck, 2021[3] (mit Wolfgang Philipp)